# Jorge Araújo
Jorge Silva de Araújo (Guarulhos, 25 de julho de 1978) mais conhecido como Jorge Araújo ou Repórter Jorge Araújo é um repórter e político brasileiro filiado ao Progressistas, atualmente exerce o primeiro mandato de vereador de Salvador, tendo sido o vereador mais votado em 2024. Além disso é apresentador do Bafafá na Band, da Band de Salvador.

## Vida pessoal
Jorge nasceu na cidade de Guarulhos, na região metropolitana de São Paulo, mas passou grande parte de sua vida na cidade de Canudos, no interior da Bahia, para onde se mudou com 2 anos de idade.

## Carreira profissional
Aos 16 anos teve seu primeiro emprego na área de comunicação, quando começou a trabalhar na Rádio Tropical, em Euclides da Cunha. Já em Salvador, foi repórter e apresentou programas de rádio em diversos veículos de comunicação, como a TV Aratu, afiliada do SBT da Bahia onde foi repórter do Cidade Aratu, TV Record, onde expandiu sua visibilidade no estado, quando foi repórter do Balanço Geral Salvador, onde recebeu a alcunha popular de "Repórter do Povo" pelo seu carisma com a comunidade dos bairros periféricos da capital.
Na Record também popularizou-se pelo bordão "bafafá, confusão e agonia" quando encontrava alguma situação inusitada nas reportagens de campo.

## Carreira política
Em 2022 candidatou-se a Deputado Federal pela Bahia, pelo Progressistas, alcançando a primeira suplência do partido na Câmara Federal.
Em 2024 candidatou-se a vereador de Salvador, também pelo PP, tendo sido o edil mais votado do referido pleito, com 36.065 votos, que representaram 2,69% do eleitorado total da cidade.

### Mandato
Tomou posse na Câmara Municipal de Salvador em 1.º de janeiro de 2025, junto aos demais 42 vereadores. Em seu discurso de posse, afirmou que será um vereador "plenarista". Em fevereiro assumiu a vice-presidência da comissão dos Direitos do Consumidor da Câmara Municipal de Salvador.

## Desempenho eleitoral
| Ano  | Eleição               | Cargo            | Partido         | Partido | Coligação       | Vice   | Votos  | Votos | Votos  | Resultado  | Ref   |
| Ano  | Eleição               | Cargo            | Partido         | Partido | Coligação       | Vice   | Total  | %     | P.     | Resultado  | Ref   |
| ---- | --------------------- | ---------------- | --------------- | ------- | --------------- | ------ | ------ | ----- | ------ | ---------- | ----- |
| 2022 | Estadual da Bahia     | Deputado Federal |                 | PP      | Partido Isolado |        | 32.780 | 0,41% | 62.º   | Não Eleito | [ 8 ] |
| 2024 | Municipal de Salvador | Vereador         | Partido Isolado | PP      |                 | 36.065 | 2,69%  | 1.º   | Eleito | [ 5 ]      |       |

## Filmografia

### Televisão
| Ano             | Título         | Papel        | Emissora    |
| --------------- | -------------- | ------------ | ----------- |
| 2025-atualidade | Bafafá na Band | Apresentador | Band Bahia  |
| 2023-2024       | Balanço Geral  | Repórter     | TV Cabrália |
| 2022-2023       | Cidade Aratu   | Repórter     | TV Aratu    |
| 2011-2021       | Balanço Geral  | Repórter     | TV Cabrália |

### Rádio
| Ano             | Título           | Papel        | Emissora    |
| --------------- | ---------------- | ------------ | ----------- |
| 2025-atualidade | Se Ligue Bahia   | Apresentador | Itapoan FM  |
| 2024-atualidade | Bafafá da Baiana | Apresentador | Baiana FM   |
| 2024            | Se Ligue Bahia   | Apresentador | Itapoan FM  |
| 2023            | Hora do Bafafá   | Apresentador | Salvador FM |